# Colletes seminitidus
Colletes seminitidus là một loài Hymenoptera trong họ Colletidae. Loài này được Spinola mô tả khoa học năm 1851.